# Anthicus scabriceps
Anthicus scabriceps är en skalbaggsart som beskrevs av Leconte 1850. Anthicus scabriceps ingår i släktet Anthicus och familjen kvickbaggar. Inga underarter finns listade i Catalogue of Life.